# Gorno Konjare
Gorno Konjare (makedonska: Горно Коњаре) är en ort i Nordmakedonien. Den ligger i kommunen Petrovec, i den centrala delen av landet, 24 kilometer öster om huvudstaden Skopje. Gorno Konjare ligger 252 meter över havet och antalet invånare är 237.